# Team Nürnberger
El Team Nürnberger (codi UCI: NUR), conegut també com a Nürnberger Versicherung, va ser un equip ciclista alemany, de ciclisme en ruta que va competir professionalment entre 1996 i 2002.
Un equip femení, anomenat també Nürnberger Versicherung va estar actiu entre 1999 i 2010.

## Principals resultats
- Acht van Chaam: Mike Weissmann (1996)
- Volta a Hessen: Jens Zemke (1999)
- Volta a Saxònia: Jörn Reuß (1999), Thomas Liese (2000)
- Volta a Nuremberg: Jens Zemke (1999), Raphael Schweda (2000)
- Volta a Düren: Jürgen Werner (2000), Lubor Tesař (2002)
- Beverbeek Classic: Koen Das (2001)

### A les grans voltes
- Giro d'Itàlia
  - 0 participacions

- Tour de França
  - 0 participacions

- Volta a Espanya
  - 0 participacions

## Classificacions UCI
Fins al 1998 els equips ciclistes es trobaven classificats dins l'UCI en una única categoria. El 1999 la classificació UCI per equips es dividí entre GSI, GSII i GSIII. D'acord amb aquesta classificació els Grups Esportius I són la primera categoria dels equips ciclistes professionals. La següent classificació estableix la posició de l'equip en finalitzar la temporada.
| Temporada | Classificació per equips | Millor ciclista en la classificació individual |
| --------- | ------------------------ | ---------------------------------------------- |
| 1996      | 50è                      | Steffen Rein (404è)                            |
| 1997      | 43è                      | Martin van Steen (314è)                        |
| 1998      | 50è                      | Martin van Steen (405è)                        |
| 1999      | 24è (GSII)               | Raphael Schweda (244è)                         |
| 2000      | 21è (GSII)               | Thomas Liese (278è)                            |
| 2001      | 15è (GSII)               | Thomas Liese (123è)                            |
| 2002      | 6è (GSII)                | Thomas Liese (165è)                            |